# Physalacria pseudotropica
Physalacria pseudotropica är en svampart som beskrevs av Berthier 1985. Physalacria pseudotropica ingår i släktet Physalacria och familjen Physalacriaceae.   Inga underarter finns listade i Catalogue of Life.